# Biblioteca Manuel Sandoval Vallarta

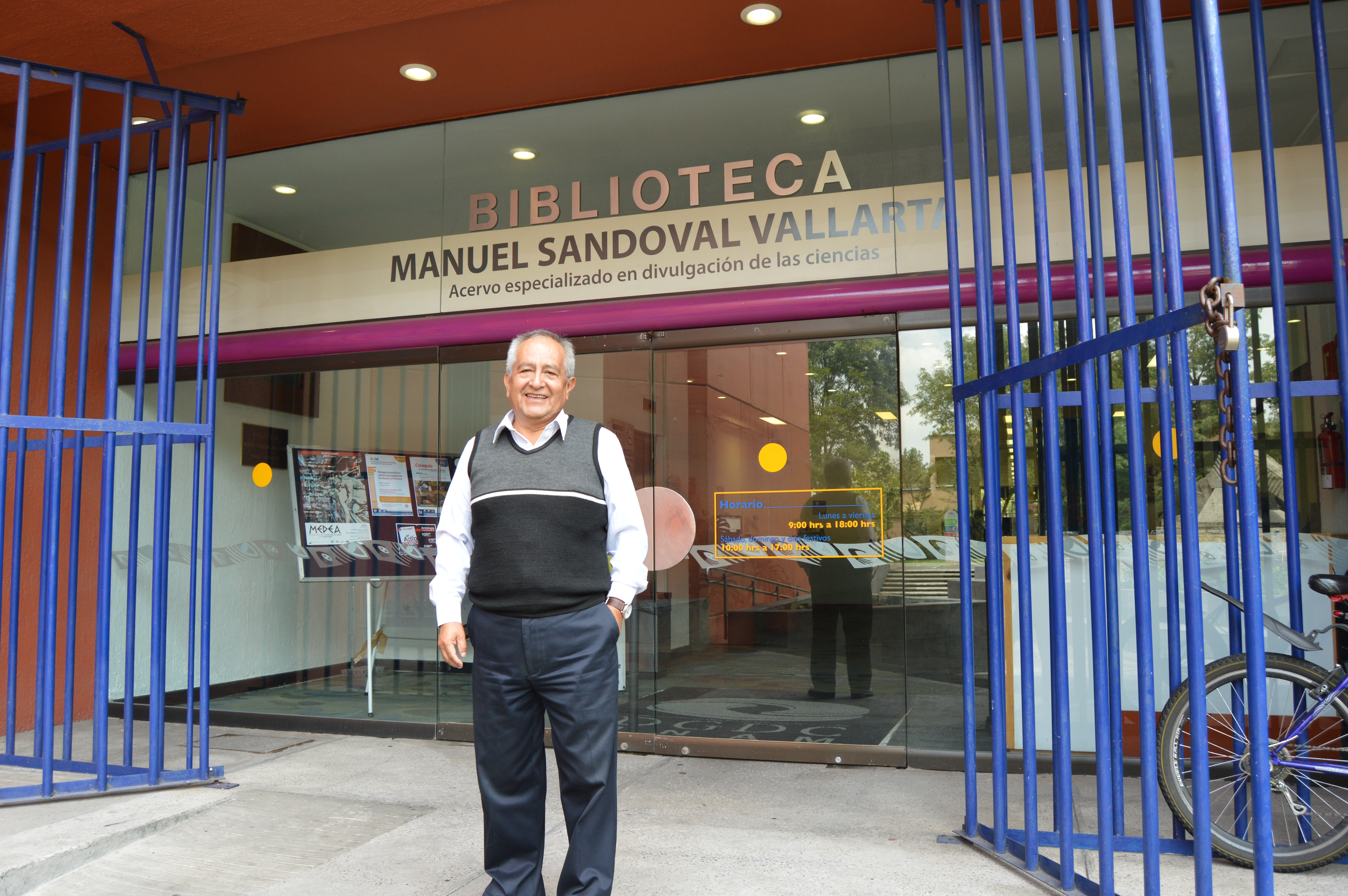
Biblioteca Manuel Sandoval Vallarta de la UNAM.

La Biblioteca Manuel Sandoval Vallarta del Museo de las Ciencias, Universum en la Universidad Nacional Autónoma de México (UNAM), especializada en Divulgación de la Ciencia, forma parte de la estructura organizacional de la Dirección General de Divulgación de la Ciencia.

## Historia
Fue inaugurada en febrero de 1971 como homenaje al físico mexicano  Manuel Sandoval Vallarta nominado para obtener el Premio Nobel de Física por sus aportaciones a la investigación sobre la trayectoria de los rayos cósmicos y la Teoría del Big Bang. En el año 2016 cumplió 45 años de haber sido formada como Unidad de Información y Documentación en el CONACYT, pues perteneció a este organismo desde su inauguración.
El 12 de diciembre de 1992, se inauguró como Biblioteca “Manuel Sandoval Vallarta” UNAM-CONACYT, en agradecimiento a dicha institución por haberla entregado en custodia a la UNAM. A dicha biblioteca también se incorporaron los acervos de la Biblioteca del Centro Universitario de Comunicación de la Ciencia (CUCC).

## Acervo
La biblioteca cuenta con un acervo  de 21 mil 521 títulos y 27 mil 458 ejemplares referentes a la divulgación de todas las ciencias clasificado en:
- Museología
- Historia
- Arte
- Filosofía de la ciencia
- Sociología
- Física
- Química
- Biología
- Zoología
- Anatomía
- Fisiología
- Ciencias de la Salud
- Astronomía
- Tecnología

El catálogo se puede consultar en su sitio de Internet.
Cuenta también con una Sala Infantil, Sala de Internet, Biblioteca digital y Bases de datos locales con información de los acervos.